# Hàmster de Roborovski
L'hàmster de Roborovski (Phodopus roborovskii) és una espècie de rosegador de la família dels cricètids. A diferència de l'hàmster rus comú (amb una ratlla que travessa la seva esquena) aquesta espècie és originària d'Ucraïna. És el més petit i el més veloç de tots els hàmsters i molt comú com a animal domèstic.